# Lui
Lui (französisch er oder ihm) war ein französisches Männermagazin.

## Geschichte
Lui wurde vom Fotografen Daniel Filipacchi 1963 gegründet, der auf dem Prinzip des Playboy-Magazins aufbauend ein Männermagazin mit französischem Charme entwickeln wollte. Der Untertitel des Magazins ist Lui, le magazine de l’homme moderne („Lui, das Magazin für den modernen Mann“).
Das Magazin erscheint in Frankreich monatlich seit November 1963, bis in die frühen 1980er mit ziemlichem Erfolg. Auf den Titelblättern waren unter anderem Brigitte Bardot, Mireille Darc, Jane Birkin, Marlène Jobert und Brigitta Cimarolli zu sehen.
Ab März 1977 erschien auch eine deutsche Ausgabe, die mit der August-Ausgabe 1990 eingestellt wurde. Als Herausgeber fungierte Heinz van Nouhuys.
2006 wurde Lui eingestellt. Im September 2013 wurde es von Frédéric Beigbeder wieder auf den Markt gebracht.

## Internationale Ausgaben
- Brasilien (1973?)
- Deutschland (3/1977–1992)
- Frankreich (seit 1963)
- Italien (1970–1986?)
- Spanien (1977–1978?)
- Vereinigte Staaten (seit 1972) als Oui

## Weblink
- Offizielle Website (Memento vom 4. Januar 2019 im Internet Archive) (französisch)